# Adjido
Adjido är en ort i Benin. Den ligger i den södra delen av landet, 90 kilometer nordväst om huvudstaden Porto-Novo. Adjido ligger 92 meter över havet och antalet invånare är 9 064.
Terrängen runt Adjido är platt, och sluttar söderut. Runt Adjido är det ganska tätbefolkat, med 111 invånare per kvadratkilometer.. Närmaste större samhälle är Abomey, 15,8 kilometer norr om Adjido.
Omgivningarna runt Adjido är en mosaik av jordbruksmark och naturlig växtlighet.